# Girona Challenger
Il Girona Challenger, noto come Eurofirms Girona-Costa Brava Challenger per motivi di sponsorizzazione, è un torneo professionistico maschile di tennis giocato sulla terra rossa facente parte dell'ATP Challenger Tour. È stato inaugurato nel 2023 a Gerona, città spagnola, il torneo appartiene alla categoria Challenger 75.

## Albo d'oro

### Singolare
| Anno | Campione       | Finalista    | Punteggio     |
| ---- | -------------- | ------------ | ------------- |
| 2025 | Marin Čilić    | Elmer Møller | 6–3, 6–4      |
| 2024 | Pedro Martínez | Radu Albot   | 7–5, 6–4      |
| 2023 | Ivan Gakhov    | Gastão Elias | 5–7, 6–4, rit |

### Doppio
| Anno | Campioni                                  | Finalisti                          | Punteggio   |
| ---- | ----------------------------------------- | ---------------------------------- | ----------- |
| 2025 | Anirudh Chandrasekar David Vega Hernández | Grégoire Jacq Orlando Luz          | 6–4, 6–4    |
| 2024 | Gonzalo Escobar Aleksandr Nedovjesov      | Jonathan Eysseric Albano Olivetti  | 7–6(1), 6–4 |
| 2023 | Yuki Bhambri Saketh Myneni                | Íñigo Cervantes Oriol Roca Batalla | 6–4, 6–4    |